# Альфа-окисление
А́льфа-окисле́ние (α-окисление, англ. alpha oxidation) — один из механизмов деградации жирных кислот (наряду с β-окислением и ω-окислением). Используется для расщепления разветвлённых жирных кислот, имеющих метильную группу при β-атоме углерода, поскольку обычное β-окисление в этом случае невозможно. Происходит, как у животных, так и у растений, только в пероксисомах.

## Механизм
Рассмотрим α-окисление жирных кислот в животных клетках на примере фитановой кислоты. Сначала фитановая кислота превращается в фитаноил-СоА (реакция катализируется ферментом фитаноил-СоА-синтетазой). Это соединение далее гидроксилируется по α-углеродному атому, в этой реакции принимает участие молекулярный кислород (фитаноил-СоА-гидроксилаза). Затем получившийся α-гидроксифитаноил-СоА декарбоксилируется с образованием альдегида (пристаналя), содержащего на один атом углерода меньше, и формил-СоА, который впоследствии гидролизуется и окисляется до СО2. Эта реакция протекает с участием тиаминпирофосфата (ТРР) и катализируется α-гидроксифитаноил-СоА-лиазой. Далее альдегид окисляется с образованием соответствующей карбоновой кислоты (альдегиддегидрогеназа), у которой уже нет заместителя при β-атоме углерода и она может далее окислиться в ходе β-окисления.
У животных α-окисление служит не только для деградации жирных кислот с полипренильными цепями, но также жёлчных кислот. В мозге некоторые жирные кислоты, входящие в состав сфинголипидов, гидроксилируются по α-положению.
У растений последовательность реакций α-окисления та же, с тем лишь отличием, что в первой реакции гидроксилирования по α-положению образуются D- или L-2-гидроксикислоты. L-гидроксикислоты быстро вовлекаются в дальнейшие реакции α-окисления, а D-гидроксикислоты накапливаются и в норме присутствуют в зелёных листьях. Впрочем, и они в дальнейшем окисляются.

## Клиническое значение
При дефектах в гене фитаноил-СоА-гидроксилазы развивается синдром Рефсума. Причиной этого заболевания является невозможность α-окисления фитановой кислоты. У человека в норме эта кислота образуется из полипренильного растительного спирта фитола, который попадает в организм в эфирной форме вместе с хлорофиллом, содержащимся в пище. Хотя лишь малая доля фитола, поступающего с пищей, окисляется до фитановой кислоты, она дополнительно поступает в организм вместе с некоторыми животными жирами и молочными продуктами. Поскольку α-окисление при дефектном ферменте невозможно, фитановая кислота подвергается β-окислению с образованием трёх молекул пропионил-СоА, трёх молекул ацетил-СоА и одной молекулы изобутирил-СоА. Эта болезнь, описанная Рефсумом в 1946 году, сопровождается серьёзными повреждениями нервов и мозга, накоплением липидов и ранней смертью.